# Partido Democrático de Israel

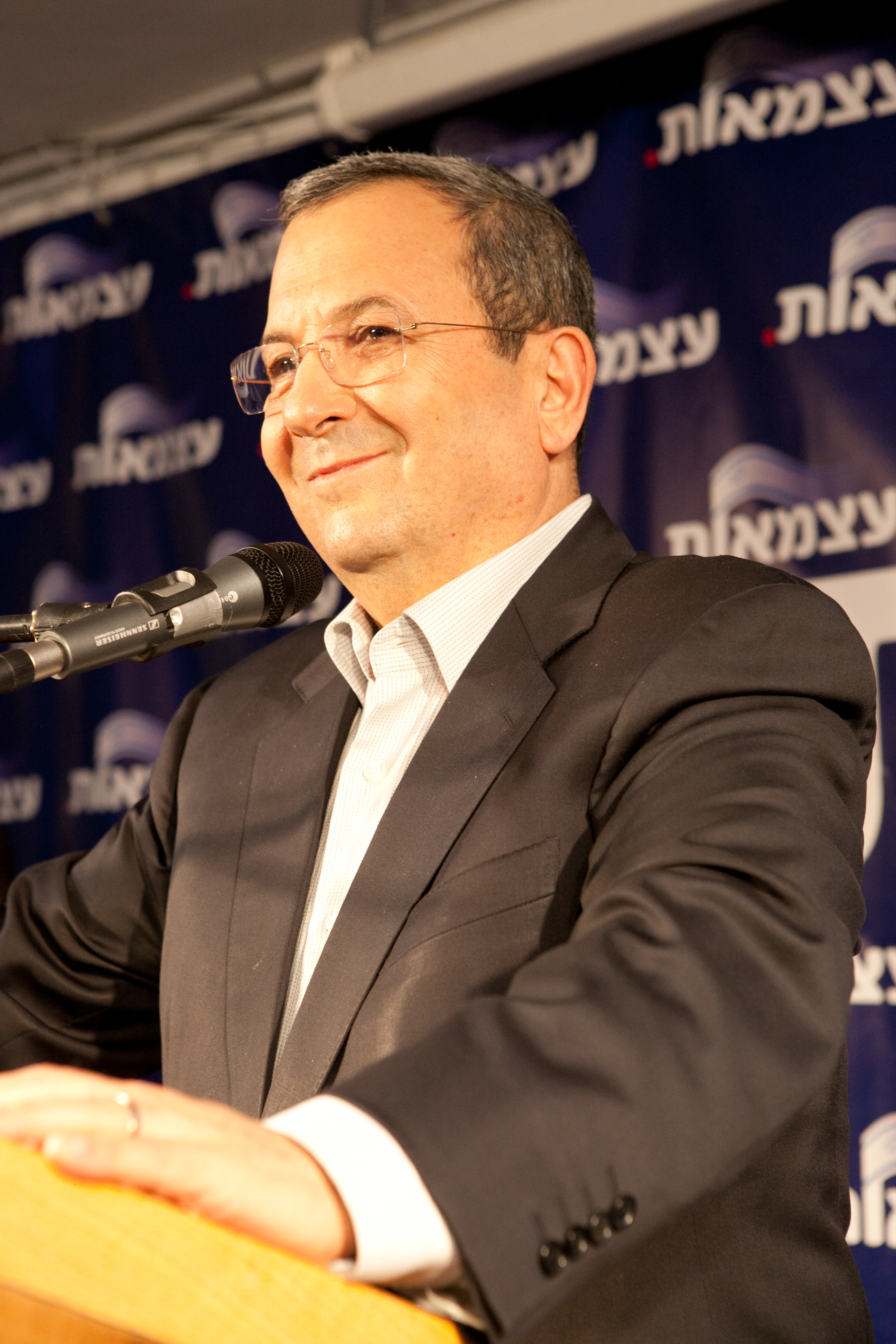
El ex-Primer Ministro Ehud Barak, líder del Partido Democrático.

El Partido Demócratico de Israel (en hebreo: ישראל דמוקרטית) es un partido político de Israel que fue establecido en 2019 por el ex-Primer ministro Ehud Barak.

## Programa electoral
Los puntos principales del programa electoral del partido democrático son estos:
- Redactar una constitución para el estado de Israel acorde con los valores de la Declaración de Independencia y la visión de los profetas bíblicos de Israel, dentro de dos años posteriores al establecimiento del nuevo gobierno.
- La nueva constitución consagrará la igualdad, la justicia, los derechos sociales y el derecho a vivir en la Tierra de Israel. Esto se hará mientras se preserva la unidad de las personas y los derechos de las minorías, independientemente de su religión, raza, género y orientación sexual.
- Los funcionarios que han sido acusados de un delito, no podrán ocupar un cargo público.
- Establecer unas fronteras permanentes para el Estado de Israel aproximadamente dos años después de la formación del nuevo gobierno. Esto debe hacerse para garantizar la existencia de Israel como un estado democrático judío y para evitar la anexión unilateral de los territorios palestinos.
- Rehabilitar los servicios sociales de Israel. El partido democrático quiere promulgar una ley de educación gratuita desde el momento del nacimiento.
- Reducir los tiempos de espera en la sanidad pública, reducir el coste de la vida en un 20% por ciento y hacer uso de las reservas de gas natural. Estos objetivos deben alcanzarse mediante un aumento del gasto público que llevará a Israel al nivel promedio de gasto público de los países de la OCDE.
- Permitir el matrimonio civil y el divorcio en Israel.
- Permitir el transporte público en Shabat y aumentar el salario de los soldados de las FDI.